# Каравай (компания)
«Каравай» — российская компания, владеющая несколькими хлебозаводами в Санкт-Петербурге, контролирует приблизительно 30% рынка хлеба и хлебобулочных изделий Петербурга.

## История
Основана в 1993 году в результате акционирования Бадаевского хлебозавода по программе приватизации. Впоследствии фирма получила контроль над хлебозаводом «Заря» (20% акций), Кушелевским хлебозаводом (21%), заводом «Паляницы» (17%), заводом «Ржевка-хлеб» (60%) и комбинатом «Невская сушка» (100%). 
В 2012 году компания приобрела самарский Хлебозавод № 5.
В 2022 году «Каравай» запустил производство замороженных хлебобулочных изделий.
В 2023 году «Каравай» приобрёл подмосковный завод «Щёлковохлеб».

## Показатели деятельности
Выручка компании за 2011 год составила 5,3 млрд руб.

## Собственники и руководство
Основные владельцы — Николай и Марина Тютюнниковы (вдвоём через различные структуры владеют 96% акций). Генеральный директор — Андрей Трофимов.